# Norra Bäck

Norra Bäck är en ort i Borgholms kommun i Kalmar län, belägen på mellersta Öland.
Byn bestod 1540 av fem skattegårdar. I dag finns här sju gårdar, vilka ligger i en radby i nord-sydlig riktning. De flesta av gårdarna har den götiska gårdsformen med ekonomibyggnaderna mot bygatan. Här finns flera gårdar som är välbevarade i sin helhet och med enskilda byggnader av intresse. Bland annat finns här ett par salsbyggnader med brutet tak och på hög stenfot i så kallad borgholmsstil.
I Norra Bäck ligger också Jöns-Lasses gård, som är synnerligen välbevarad.
Odlingslandskapet närmast byn är tämligen öppet, ägorna markeras med stenmurar med inslag av lövträdsvegetation.